# Есен мастерс
Есен мастерс је био тениски турнир мастерс серије за мушкарце. Одржан је на тепиху на затвореним теренима. Играо се само 1995, а у појединачној конкуренцији побиједио је Томас Мустер. Наредне године је премјештен у Штутгарт.

## Финала

### Појединачно
| Година | Побједник    | Финалиста         | Резултат           | Жреб  |
| ------ | ------------ | ----------------- | ------------------ | ----- |
| 1995   | Томас Мустер | Маливаи Вашингтон | 7–6, 2–6, 6–3, 6–4 | [ 1 ] |

### Парови
| Година | Побједници             | Финалисти               | Резултат | Жреб  |
| ------ | ---------------------- | ----------------------- | -------- | ----- |
| 1995   | Џеко Елтинг Пол Хархус | Сирил Сук Данијел Вачек | 7–5, 6–4 | [ 2 ] |